# Karlsruher Sport-Club Mühlburg-Phönix 2003-2004
Questa voce raccoglie le informazioni riguardanti il Karlsruher Sport-Club Mühlburg-Phönix nelle competizioni ufficiali della stagione 2003-2004.

## Stagione
Nella stagione 2003-2004 il Karlsruhe, allenato da Lorenz-Günther Köstner, concluse il campionato di 2. Bundesliga al 14º posto. In Coppa di Germania il Karlsruhe fu eliminato al secondo turno dall'Hoffenheim.

## Rosa
| N. |                                | Ruolo | Calciatore         |
| -- | ------------------------------ | ----- | ------------------ |
| 1  | Germania (bandiera)            | P     | Thomas Walter      |
| 2  | Polonia (bandiera)             | D     | Paweł Wojtala      |
| 3  | Serbia e Montenegro (bandiera) | D     | Milorad Popovic    |
| 4  | Germania (bandiera)            | D     | Michael Zepek      |
| 5  | Svizzera (bandiera)            | D     | Mario Eggimann     |
| 6  | Germania (bandiera)            | C     | Christian Hassa    |
| 7  | Germania (bandiera)            | C     | Ralf Becker        |
| 8  | Germania (bandiera)            | C     | Bernhard Trares    |
| 9  | Stati Uniti (bandiera)         | A     | Conor Casey        |
| 10 | Marocco (bandiera)             | C     | Abderrahim Ouakili |
| 11 | Turchia (bandiera)             | A     | Aydin Çetin        |
| 12 | Germania (bandiera)            | C     | Jan Männer         |
| 13 | Ghana (bandiera)               | A     | Bashiru Gambo      |
| 15 | Montenegro (bandiera)          | C     | Mladen Kašćelan    |

| N. |                     | Ruolo | Calciatore         |
| -- | ------------------- | ----- | ------------------ |
| 16 | Germania (bandiera) | D     | Martin Stoll       |
| 18 | Francia (bandiera)  | C     | Charles Haffner    |
| 19 | Senegal (bandiera)  | A     | Mamadou Kante      |
| 20 | Germania (bandiera) | C     | Marco Engelhardt   |
| 21 | Germania (bandiera) | A     | Ralf Schmitt       |
| 22 | Germania (bandiera) | D     | Thomas Kies        |
| 23 | Germania (bandiera) | D     | Florian Dick       |
| 24 | Germania (bandiera) | D     | Carsten Rothenbach |
| 25 | Germania (bandiera) | A     | Daniel Reule       |
| 27 | Germania (bandiera) | P     | Martin Fischer     |
| 28 | Germania (bandiera) | P     | Christian Adam     |
| 33 | Nigeria (bandiera)  | C     | Innocent Melkam    |
| 34 | Russia (bandiera)   | A     | Ivan Saenko        |

## Organigramma societario
Area tecnica
- Allenatore: Lorenz-Günther Köstner
- Allenatore in seconda:
- Preparatore dei portieri: Peter Gadinger
- Preparatori atletici:

## Calciomercato

### Sessione estiva
| Acquisti | Acquisti        | Acquisti             | Acquisti |
| R.       | Nome            | da                   | Modalità |
| -------- | --------------- | -------------------- | -------- |
| C        | Jan Männer      | Friburgo             |          |
| C        | Ralf Becker     | Reutlingen           |          |
| A        | Conor Casey     | Hannover 96          |          |
| C        | Oliver Glöden   | Paderborn            |          |
| C        | Mladen Kašćelan | Borussia Dortmund II |          |
| D        | Thomas Kies     | Reutlingen           |          |
| D        | Milorad Popovic | Norimberga           |          |
| A        | Ralf Schmitt    | Wormatia Worms       |          |
| D        | Michael Zepek   | LR Ahlen             |          |

| Cessioni | Cessioni          | Cessioni               | Cessioni |
| R.       | Nome              | da                     | Modalità |
| -------- | ----------------- | ---------------------- | -------- |
| P        | Bastian Becker    | Lokomotive Lipsia      |          |
| D        | Jens Boehnke      | FSV Fernwald           |          |
| C        | Stefan Ertl       | Wormatia Worms         |          |
| C        | Carlo Espinosa    | Rastatt 04             |          |
| D        | Clemens Fritz     | Bayer Leverkusen       |          |
| A        | Danny Fuchs       | Greuther Fürth         |          |
| C        | Daniel Graf       | Eintracht Braunschweig |          |
| D        | Marco Grimm       | Eintracht Braunschweig |          |
| C        | Patrik Ježek      | Sparta Praga           |          |
| D        | Torsten Kracht    | Lokomotive Lipsia      |          |
| A        | Bruno Labbadia    | Darmstadt              |          |
| D        | Gabriel Melkam    | Hansa Rostock          |          |
| D        | Thijs Waterink    | Paderborn              |          |
| D        | Witold Wawrzyczek | Szczakowianka Jaworzno |          |

### Sessione invernale
| Acquisti | Acquisti      | Acquisti | Acquisti |
| R.       | Nome          | da       | Modalità |
| -------- | ------------- | -------- | -------- |
| D        | Paweł Wojtala | LR Ahlen |          |

| Cessioni | Cessioni      | Cessioni        | Cessioni |
| R.       | Nome          | da              | Modalità |
| -------- | ------------- | --------------- | -------- |
| C        | Oliver Glöden | Rot-Weiß Erfurt |          |

## Risultati

### 2. Bundesliga

#### Girone di andata
| Arbitro: | Wagner |

|                                   |           |                                 |
| Engelhardt 67’ (rig.) Schmitt 83’ | Marcatori | 50’ Ćirić 57’ Larsen 60’ Stehle |

| Arbitro: | Kinhöfer |

|                          |           |                 |
| von Walsleben-Schied 57’ | Marcatori | 22’, 56’ Saenko |

| Arbitro: | Steinborn |

|            |           |                        |
| Trares 47’ | Marcatori | 9’ Velichkov 29’ Aliaj |

| Arbitro: | Hoyzer |

|           |           |                |
| Bella 42’ | Marcatori | 15’, 64’ Casey |

| Arbitro: | Meyer |

|                                            |           |              |
| Küntzel 23’ Boakye 45’ Dammeier 90’ (rig.) | Marcatori | 73’ Eggimann |

| Karlsruhe 21 settembre 2003, ore 15:00 CEST 6ª giornata | Karlsruhe | 0 – 0 referto | Wacker Burghausen | Wildparkstadion (10 700 spett.)\| Arbitro: \| Marks \| |
| Arbitro:                                                | Marks     |               |                   |                                                        |

| Arbitro: | Fleischer |

|           |           |            |
| Thurk 88’ | Marcatori | 58’ Saenko |

| Arbitro: | Wack |

|                                 |           |               |
| Ouakili 64’ Dick 79’ Saenko 89’ | Marcatori | 32’ Berhalter |

| Arbitro: | Stark |

|                             |           |  |
| Shubitidze 10’ Heidrich 59’ | Marcatori |  |

| Arbitro: | Seemann |

|              |           |  |
| Eggimann 90’ | Marcatori |  |

| Arbitro: | Späker |

|  |           |                     |
|  | Marcatori | 86’ Hassa 89’ Casey |

| Arbitro: | Fröhlich |

|           |           |  |
| Casey 34’ | Marcatori |  |

| Arbitro: | Gräfe |

|                                  |           |  |
| Seifert 18’ Römer 34’ Copado 77’ | Marcatori |  |

| Arbitro: | Scheppe |

|  |           |                               |
|  | Marcatori | 5’, 50’ Hutwelker 78’ Straube |

| Arbitro: | Gagelmann |

|             |           |           |
| Racanel 82’ | Marcatori | 61’ Casey |

| Arbitro: | Perl |

|                      |           |          |
| Casey 14’ Saenko 27’ | Marcatori | 45’ Page |

| Aquisgrana 17 dicembre 2003, ore 19:00 CET 17ª giornata | Alemannia Aquisgrana | 0 – 0 referto | Karlsruhe | Stadio Tivoli (13 303 spett.)\| Arbitro: \| Trautmann \| |
| Arbitro:                                                | Trautmann            |               |           |                                                          |

#### Girone di ritorno
| Arbitro: | Kemmling |

|                 |           |  |
| Mintál 10’, 25’ | Marcatori |  |

| Arbitro: | Schalk |

|                           |           |  |
| Saenko 18’, 35’ Casey 25’ | Marcatori |  |

| Arbitro: | Späker |

|             |           |  |
| Montero 69’ | Marcatori |  |

| Arbitro: | Henschel |

|            |           |  |
| Saenko 46’ | Marcatori |  |

| Arbitro: | Pickel |

|                |           |                        |
| Casey 68’, 75’ | Marcatori | 11’ Boakye 81’ Radovic |

| Burghausen 5 marzo 2004, ore 19:00 CET 23ª giornata | Wacker Burghausen | 0 – 0 referto | Karlsruhe | Wacker-Arena (3 100 spett.)\| Arbitro: \| Weiner \| |
| Arbitro:                                            | Weiner            |               |           |                                                     |

| Arbitro: | Jansen |

|                |           |             |
| Engelhardt 88’ | Marcatori | 90’ Teinert |

| Arbitro: | Brych |

|                    |           |           |
| Silva 81’ Rost 87’ | Marcatori | 59’ Casey |

| Arbitro: | Fleischer |

|                            |           |                                                     |
| Casey 21’, 73’ Ouakili 59’ | Marcatori | 5’, 13’ Juskowiak 11’ Heidrich 19’ Noveski 82’ Jank |

| Arbitro: | Hoyzer |

|                              |           |           |
| Ruman 61’ Azzouzi 64’ (rig.) | Marcatori | 8’ Saenko |

| Arbitro: | Henschel |

|           |           |  |
| Hassa 45’ | Marcatori |  |

| Arbitro: | Perl |

|                         |           |                        |
| Achenbach 44’ Adzic 54’ | Marcatori | 71’ Casey 82’ Eggimann |

| Arbitro: | Stachowiak |

|  |           |                |
|  | Marcatori | 68’ Lechleiter |

| Arbitro: | Raquet |

|               |           |             |
| Kovačević 58’ | Marcatori | 42’ Popovic |

| Arbitro: | Brych |

|  |           |             |
|  | Marcatori | 48’ Racanel |

| Arbitro: | Kinhöfer |

|                           |           |                       |
| Baumgart 12’ Sobotzik 31’ | Marcatori | 22’ Saenko 85’ Trares |

| Arbitro: | Merk |

|           |           |  |
| Casey 42’ | Marcatori |  |

### Coppa di Germania
| Arbitro: | Seemann |

|                                    |                      |                                       |
| Walker 35’                         | Marcatori            | 17’ Engelhardt                        |
| Weber Baude Tsakas Ziegner Bediako | Tiri di rigore 3 – 4 | Saenko Becker Trares Casey Engelhardt |

| Arbitro: | Perl |

|                                                  |           |  |
| Bindnagel 43’ Möckel 75’ Herdling 78’ Theres 85’ | Marcatori |  |

## Statistiche

### Statistiche di squadra
| Competizione      | Punti | In casa | In casa | In casa | In casa | In casa | In casa | In trasferta | In trasferta | In trasferta | In trasferta | In trasferta | In trasferta | Totale | Totale | Totale | Totale | Totale | Totale | DR  |
| Competizione      | Punti | G       | V       | N       | P       | Gf      | Gs      | G            | V            | N            | P            | Gf           | Gs           | G      | V      | N      | P      | Gf     | Gs     | DR  |
| ----------------- | ----- | ------- | ------- | ------- | ------- | ------- | ------- | ------------ | ------------ | ------------ | ------------ | ------------ | ------------ | ------ | ------ | ------ | ------ | ------ | ------ | --- |
| 2. Bundesliga     | 43    | 17      | 8       | 3       | 6       | 22      | 20      | 17           | 3            | 7            | 7            | 16           | 24           | 34     | 11     | 10     | 13     | 38     | 44     | -6  |
| Coppa di Germania | -     | 0       | 0       | 0       | 0       | 0       | 0       | 2            | 0            | 1            | 1            | 1            | 5            | 2      | 0      | 1      | 1      | 1      | 5      | -4  |
| Totale            | 43    | 17      | 8       | 3       | 6       | 22      | 20      | 19           | 3            | 8            | 8            | 17           | 29           | 36     | 11     | 11     | 14     | 39     | 49     | -10 |

### Andamento in campionato
| Giornata  | 1  | 2 | 3  | 4 | 5  | 6  | 7  | 8 | 9  | 10 | 11 | 12 | 13 | 14 | 15 | 16 | 17 | 18 | 19 | 20 | 21 | 22 | 23 | 24 | 25 | 26 | 27 | 28 | 29 | 30 | 31 | 32 | 33 | 34 |
| --------- | -- | - | -- | - | -- | -- | -- | - | -- | -- | -- | -- | -- | -- | -- | -- | -- | -- | -- | -- | -- | -- | -- | -- | -- | -- | -- | -- | -- | -- | -- | -- | -- | -- |
| Luogo     | C  | T | C  | T | T  | C  | T  | C | T  | C  | T  | C  | T  | C  | T  | C  | T  | T  | C  | T  | C  | C  | T  | C  | T  | C  | T  | C  | T  | C  | T  | C  | T  | C  |
| Risultato | P  | V | P  | V | P  | N  | N  | V | P  | V  | V  | V  | P  | P  | N  | V  | N  | P  | V  | P  | V  | N  | N  | N  | P  | P  | P  | V  | N  | P  | N  | P  | N  | V  |
| Posizione | 11 | 7 | 12 | 7 | 10 | 13 | 14 | 9 | 13 | 8  | 5  | 3  | 6  | 10 | 10 | 7  | 7  | 9  | 7  | 9  | 7  | 7  | 7  | 7  | 8  | 9  | 13 | 9  | 10 | 12 | 12 | 14 | 14 | 14 |

Legenda:

Luogo: C = Casa; T = Trasferta. Risultato: V = Vittoria; N = Pareggio; P = Sconfitta.

### Statistiche dei giocatori
| Giocatore     | 2. Bundesliga | 2. Bundesliga | 2. Bundesliga | 2. Bundesliga | Coppa di Germania | Coppa di Germania | Coppa di Germania | Coppa di Germania | Totale   | Totale | Totale      | Totale     |
| Giocatore     | Presenze      | Reti          | Ammonizioni   | Espulsioni    | Presenze          | Reti              | Ammonizioni       | Espulsioni        | Presenze | Reti   | Ammonizioni | Espulsioni |
| ------------- | ------------- | ------------- | ------------- | ------------- | ----------------- | ----------------- | ----------------- | ----------------- | -------- | ------ | ----------- | ---------- |
| C. Adam       | 0             | 0             | 0             | 0             | 0                 | 0                 | 0                 | 0                 | 0        | 0      | 0           | 0          |
| R. Becker     | 4             | 0             | 0             | 0             | 1                 | 0                 | 0                 | 0                 | 5        | 0      | 0           | 0          |
| C. Casey      | 30            | 14            | 6             | 1             | 2                 | 0                 | 0                 | 0                 | 32       | 14     | 6           | 1          |
| F. Dick       | 29            | 1             | 5             | 0             | 2                 | 0                 | 2                 | 0                 | 31       | 1      | 7           | 0          |
| M. Eggimann   | 31            | 3             | 7             | 1             | 2                 | 0                 | 0                 | 0                 | 33       | 3      | 7           | 1          |
| M. Engelhardt | 32            | 2             | 12            | 1             | 2                 | 1                 | 1                 | 0                 | 34       | 3      | 13          | 1          |
| M. Fischer    | 30            | 0             | 0             | 0             | 2                 | 0                 | 0                 | 0                 | 32       | 0      | 0           | 0          |
| B. Gambo      | 5             | 0             | 0             | 0             | 1                 | 0                 | 0                 | 0                 | 6        | 0      | 0           | 0          |
| O. Glöden     | 1             | 0             | 0             | 0             | 0                 | 0                 | 0                 | 0                 | 1        | 0      | 0           | 0          |
| C. Haffner    | 0             | 0             | 0             | 0             | 0                 | 0                 | 0                 | 0                 | 0        | 0      | 0           | 0          |
| C. Hassa      | 26            | 2             | 2             | 0             | 2                 | 0                 | 0                 | 0                 | 28       | 2      | 2           | 0          |
| M. Kante      | 1             | 0             | 0             | 0             | 0                 | 0                 | 0                 | 0                 | 1        | 0      | 0           | 0          |
| M. Kašćelan   | 2             | 0             | 0             | 0             | 0                 | 0                 | 0                 | 0                 | 2        | 0      | 0           | 0          |
| T. Kies       | 32            | 0             | 3             | 0             | 2                 | 0                 | 0                 | 0                 | 34       | 0      | 3           | 0          |
| I. Melkam     | 2             | 0             | 0             | 0             | 0                 | 0                 | 0                 | 0                 | 2        | 0      | 0           | 0          |
| J. Männer     | 27            | 0             | 11            | 0             | 1                 | 0                 | 0                 | 1                 | 28       | 0      | 11          | 1          |
| A. Ouakili    | 26            | 2             | 7             | 1             | 2                 | 0                 | 1                 | 0                 | 28       | 2      | 8           | 1          |
| M. Popovic    | 16            | 1             | 4             | 0             | 0                 | 0                 | 0                 | 0                 | 16       | 1      | 4           | 0          |
| D. Reule      | 2             | 0             | 0             | 0             | 0                 | 0                 | 0                 | 0                 | 2        | 0      | 0           | 0          |
| C. Rothenbach | 20            | 0             | 1             | 0             | 1                 | 0                 | 0                 | 0                 | 21       | 0      | 1           | 0          |
| I. Saenko     | 29            | 10            | 8             | 2             | 2                 | 0                 | 0                 | 0                 | 31       | 10     | 8           | 2          |
| R. Schmitt    | 15            | 1             | 2             | 0             | 1                 | 0                 | 0                 | 0                 | 16       | 1      | 2           | 0          |
| M. Stoll      | 33            | 0             | 6             | 0             | 2                 | 0                 | 0                 | 0                 | 35       | 0      | 6           | 0          |
| B. Trares     | 28            | 2             | 11            | 0             | 2                 | 0                 | 1                 | 0                 | 30       | 2      | 12          | 0          |
| T. Walter     | 4             | 0             | 0             | 0             | 0                 | 0                 | 0                 | 0                 | 4        | 0      | 0           | 0          |
| P. Wojtala    | 3             | 0             | 0             | 0             | 0                 | 0                 | 0                 | 0                 | 3        | 0      | 0           | 0          |
| M. Zepek      | 15            | 0             | 2             | 0             | 0                 | 0                 | 0                 | 0                 | 15       | 0      | 2           | 0          |
| A. Çetin      | 25            | 0             | 1             | 0             | 1                 | 0                 | 0                 | 0                 | 26       | 0      | 1           | 0          |